# John Frykholm
Johan (John) Ludvig Frykholm, född 20 juni 1837 i Älgå socken, Värmlands län, död 5 september 1904 i Skeppsholms församling, Stockholm, var en svensk sjömilitär, ingenjör och marindirektör.
Frykholm blev sekundlöjtnant vid flottan 1857, elev vid Motala Verkstad 1863, och avlade konstruktionsofficersexamen i Karlskrona 1867. Han tjänstgjorde från 1868 vid mariningenjörsstaten, blev premiärlöjtnant i skärgårdsartilleriet 1866 och kapten vid flottan 1875. Frykholm tog samma år avsked och förordnades som ingenjör vid mariningenjörsstaten där han blev direktör 1882 och erhöll avsked 1888. På Frykholms initiativ och enligt hans plan byggdes torrdockan vid galärvarvet i Stockholm. En av Frykholm författad lärobok i ångmaskinslära användes under flera årtionden vid Sjökrigsskolan och navigationsskolorna. Han invaldes som ledamot av Örlogsmannasällskapet 1874. Frykholm är gravsatt på Norra begravningsplatsen utanför Stockholm.